# Avicularia versicolor
Avicularia versicolor là một loài nhện trong họ Theraphosidae. Loài này thuộc chi Avicularia.

## Ảnh

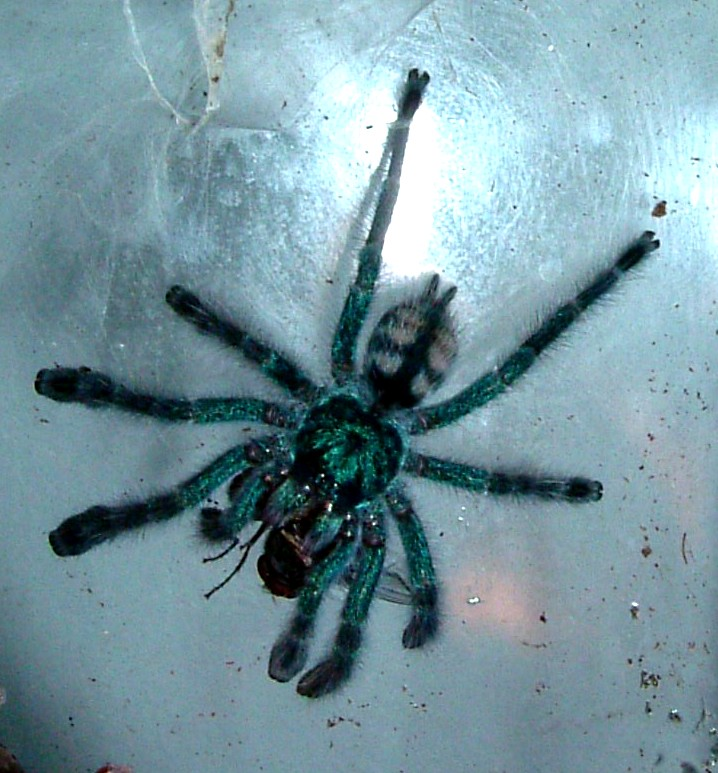
Video van een jagend exemplaar.
- Een etend exemplaar van 8 maanden.